# BSV 93 Magdeburg
Der Ballsportverein 93 Magdeburg-Olvenstedt e.V. ist ein Sportverein aus Magdeburg.
Der BSV 93 Magdeburg wurde 1993 gegründet. Seinen Ursprung hatte der Verein zur Zeiten der DDR in der Betriebssportgemeinschaft des Wohnungsbaukombinates, welche bereits 1979 gegründet wurde.
Die Handballabteilung entstammt der Betriebssportgemeinschaft von Empor Magdeburg. 1983 spalteten sich zwei Mannschaften von Empor ab und gingen zur BSG WBK. Die Damenmannschaft vom BSV 93 Magdeburg trat in der Saison 2009/10 in der Regionalliga an.
Weitere Abteilungen waren nach der Gründung Fußball, Volleyball, Eisstockschießen und Gymnastik. Der Verein ist in dem Magdeburger Stadtteil Neu Olvenstedt ansässig.